# Iiyama (Nagano)
Iiyama (japanisch 飯山市, -shi) ist eine Stadt im Nordosten der Präfektur Nagano auf der japanischen Hauptinsel Honshū.

## Geographie
Iiyama liegt nordöstlich von Nagano und südlich von Jōetsu.

## Geschichte
Iiyama wurde am 1. August 1954 aus den ehemaligen Gemeinden Iiyama, Akitsu, Tokiwa, Yanagihara, Tozama, Kijima und Mizuho gegründet.

## Verkehr
Iiyama ist über die Jōshin’etsu-Autobahn sowie über die Nationalstraßen 117, 292 und 403 erreichbar. Die Stadt liegt an der Iiyama-Linie der Bahngesellschaft JR East, die Nagano mit Nagaoka verbindet. Bis 2002 bestand auch die Nagaden Kijima-Linie von Kijima nach Shinshū-Nakano.

## Söhne und Töchter der Stadt
- Yōsuke Etō (* 1934), Skispringer und Nordischer Kombinierer
- Tomio Okamura (* 1948), Skilangläufer
- Teppei Noda (* 1977), Freestyle-Skier
- Hiroki Yamada (* 1982), Skispringer
- Taku Takeuchi (* 1987), Skispringer
- Kento Sakuyama (* 1990), Skispringer
- Chika Kobayashi (* 1998), Skilangläuferin

## Weblinks

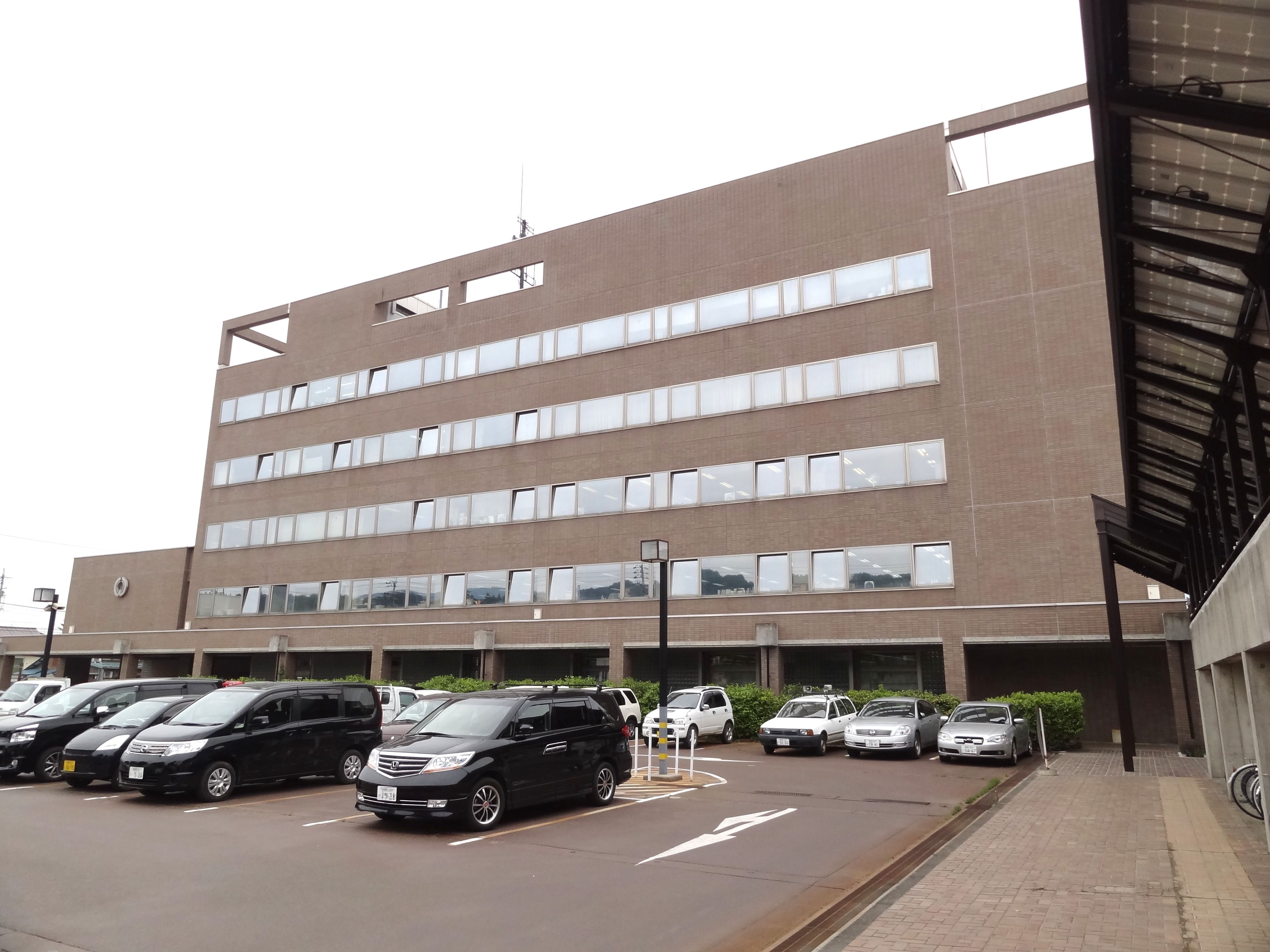
Rathaus

## Angrenzende Städte und Gemeinden
- Präfektur Nagano
  - Nakano
  - Nozawa Onsen
  - Sakae
  - Shinano
  - Kijimadaira
- Präfektur Niigata
  - Jōetsu
  - Myōkō